# 栁俊太郎
栁 俊太郎（やなぎ しゅんたろう、1991年5月16日 - ）は、日本のモデル・俳優。宮城県仙台市出身、スターダストプロモーション制作2部所属。姓は柳と表記されることもある。

## 略歴
2009年、第24回MEN'S NON-NOモデルグランプリを受賞し、モデルデビュー。
2011年、ファッション・シューティングで浅野忠信と出会い、浅野に役者になりたい事を話したところ、誘いを受け浅野の事務所であるANOREに所属する。
2012年、映画『ヴァージン「ふかくこの性を愛すべし」』で、俳優デビュー。
2021年4月発売のMEN'S NON-NO 2021年5月号をもって、専属モデルを卒業。

## 人物
- 趣味は、サッカー観戦、映画鑑賞、料理。
- 特技は、サッカー、水泳、バレーボール。
- 小学校から中学卒業までサッカー部所属で子供の頃の夢はプロサッカー選手でフランス代表のジネディーヌ・ジダンが憧れだった[4]。
- 高校からは仙台商業バレーボール部所属で、高校バレーの宮城県大会で準優勝を果たしている[2]。

## 出演

### 映画
- ヴァージン「ふかくこの性を愛すべし」（2012年）
- 東京プレイボーイクラブ（2012年）
- 赤い季節（2012年）
- 箱入り息子の恋（2013年）- 大場くん 役
- 5つ数えれば君の夢（2014年） - 倉田 役
- 劇場版 仮面ティーチャー（2014年） - リョータ 役
- クローズEXPLODE（2014年）- 織田政志 役
- 渇き。（2014年）
- ストレイヤーズ・クロニクル（2015年） - ヒデ 役
- 風のたより（2016年）
- 雨女（2016年） - 隆 役[5]
- 東京喰種トーキョーグール（2017年） - 四方蓮示 役[6]
  - 東京喰種トーキョーグール 【S】（2019年）- 四方蓮示 役
- ジョジョの奇妙な冒険 ダイヤモンドは砕けない 第一章（2017年） - 吉沢正哉 役
- デメキン（2017年）- 真木 役
- 勝手にふるえてろ（2017年） - コンビニ店員 役[7]
- チェリーボーイズ（2018年） - 吉村達也 役[8]
- 見えない目撃者（2019年）- 桐野圭一 役
- 猿楽町で会いましょう（2019年） - 良平 役
- 弱虫ペダル（2020年） - 巻島裕介 役[9]
- るろうに剣心 最終章 The Final（2021年4月23日） - 乙和瓢湖 役
- 桜のような僕の恋人（2022年3月24日、Netflix） - 高梨健三 役[10]
- 生きててよかった（2022年5月13日、ハピネットファントム・スタジオ） - 謎の男 役
- 神は見返りを求める（2022年6月24日） - 村上アレン 役[11][12][13]
- 僕の名前はルシアン（2023年9月26日、Tokyomuse films合同会社） - 主役・ルシアン役[14]
- カラダ探し（2022年10月14日）
- ゾン100〜ゾンビになるまでにしたい100のこと〜（2023年8月3日） - 竜崎憲一朗 役[15][16]
- ゴールデンカムイ（2024年1月19日） - 二階堂浩平 / 二階堂洋平 役[17]
- バジーノイズ（2024年5月3日） - 陸 役[18]
- 他人は地獄だ（2024年11月15日） - 主演・キリシマ 役（八村倫太郎とダブル主演）[19]
- 少年と犬（2025年3月20日） - 森口晴哉 役[20][21]
- #真相をお話しします（2025年4月25日） - 桐山の親友 役[22]
- 九龍ジェネリックロマンス（2025年8月29日公開予定） - タオ・グエン 役[23][24]
- 平場の月（2025年11月14日公開予定） - リリー 役[25]
- 消滅世界（2025年11月28日公開予定） - 朔 役[26][27]

### ショートフィルム
- plenty「あいという」（2011年、監督：半田淳也）

### テレビドラマ
- シュガーレス（2012年10月3日 - 12月26日、日本テレビ） - セイジ 役
- 仮面ティーチャー（2013年7月7日 - 9月29日、日本テレビ） - リョータ 役
- 弱くても勝てます 〜青志先生とへっぽこ高校球児の野望〜（2014年4月12日 - 6月21日、日本テレビ） - 牛丸夏彦 役
- 黒服物語（2014年10月24日 - 12月12日、テレビ朝日） - 相川元気 役
- いつかティファニーで朝食を（2015年10月 - 2016年3月、日本テレビ） - 菅谷 役
- HiGH&LOW〜THE STORY OF S.W.O.R.D.〜（2015年、日本テレビ） - カイト 役
- となりの新選組（2016年、フジテレビ） - 斎藤一 役
- 明日もきっと君に恋をする（2016年、フジテレビ） - 坂 役
- ふらり松尾芭蕉（2016年、フジテレビ） - 河合曾良 役
- 獄門島（2016年、NHK BSプレミアム） ‐ 鵜飼章三 役
- シリーズ・横溝正史短編集 金田一耕助登場! 百日紅の下にて（2016年、NHK BSプレミアム） - 川地謙三 役 / 朗読
- レンタル救世主（2016年、日本テレビ） - 狙撃手 役
- 刑事ゆがみ 第3話（2017年10月26日、フジテレビ） - 堀田剛 役
- 新宿セブン 第8話（2017年12月2日、テレビ東京） - 琢也 役[28]
- オー・マイ・ジャンプ! 〜少年ジャンプが地球を救う〜（2018年1月17日 - 3月24日、テレビ東京） - 金城真治 役[29]
- ラブラブエイリアン2 第3話・第6話・第8話（2018年1月30日・2月6日・13日、フジテレビ） - 三沢 役
- モンテ・クリスト伯 -華麗なる復讐-（2018年4月19日 - 6月14日、フジテレビ） - 天野満 役
- デイジー・ラック（2018年4月20日 - 6月22日、NHK総合） - 牧村真司 役
- ダブル・ファンタジー（2018年6月17日 - 7月14日、WOWOW） - 大林一也 役
- 星屑リベンジャーズ 第3話（2018年8月14日、名古屋テレビ[注釈 1]） - 吉家猛 役
- 恋のツキ 第11話、12話（2018年10月4日・11日、テレビ東京） - 森山 役
- SUITS/スーツ 第3話（2018年10月22日、フジテレビ） - 藤ヶ谷樹 役
- 深夜のダメ恋図鑑 第6夜 - 第9夜（2018年11月11日 - 12月2日、テレビ朝日） - 本山 役
- 神酒クリニックで乾杯を（2019年1月12日 - 3月30日、BSテレビ東京） - 黒宮智人 役[30]
- シャーロック 第2話（2019年10月14日、フジテレビ） - 山下友章 役
- SCAM スカム（2019年7月1日 - 8月26日、MBS / 7月3日 - 8月28日、TBS） - 小沼 役[31]
- 極主夫道 第6話（2020年11月15日 、読売テレビ・日本テレビ系） - タケシ役[32]
- アノニマス〜警視庁“指殺人”対策室〜 最終話（2021年3月15日、テレビ東京） - 春川雅也 役
- ナイト・ドクター 第6話（2021年8月9日、フジテレビ） - 浦谷 役
- トーキョー製麺所（2021年9月8日 - 10月13日、MBS・TBS） - 青井春翔 役[33]
- 世にも奇妙な物語 '21 秋の特別編「スキップ」（2021年11月6日、フジテレビ） - 男 役[34]
- ギヴン（2021年11月22日 - 12月27日、フジテレビ） - 中山春樹 役[35][注釈 2]
- DCU〜手錠を持ったダイバー〜 第5話（2022年2月20日、TBS） - 日村翔平 役[36]
- ヒル（WOWOW） - ヨビ 役[37]
  - Season1（2022年3月4日 - 4月8日）
  - Season2（2022年4月15日 - 5月20日）
- ナンバMG5 第4、5話 （2022年5月11日・18日、フジテレビ） - 陣内一久 役
- 教祖のムスメ（2022年6月2日 - 7月14日、テレビ神奈川 他 / 6月3日 - 7月15日、MBS） - 中野隼人 役[38]
- WOWOWオリジナルドラマ ワンナイト・モーニング 第3話「そうめん」（2022年8月19日、WOWOW） - 主演・桃川航 役（浅川梨奈とダブル主演）[39]
- あなたはだんだん欲しくなる（2022年7月7日 - 9月15日、BS-TBS） - 穂村伸 役[40]
- 新・信長公記〜クラスメイトは戦国武将〜（2022年7月24日 - 9月25日、読売テレビ・日本テレビ） - 竹中重治 役[41]
- 最果てから、徒歩5分（2022年10月1日 - 11月26日、BSテレビ東京） - 是枝息吹 役[42]
- アトムの童（2022年10月16日 - 12月11日、TBS） - 緒方公哉 役[43][44]
- スタンドUPスタート 第9話 - 第11話（2023年3月15日・22日・29日、フジテレビ） - 八神圭吾 役[45]
- ハレーションラブ 第3話 - 最終話（2023年8月20日 - 9月30日、テレビ朝日） - 橋本隼人 役[46]
- けむたい姉とずるい妹（2023年10月9日 - 11月27日、テレビ東京） - 三島律 役[47]
- 大河ドラマ（NHK）
  - どうする家康（2023年） - 宇喜多秀家 役[48]
  - べらぼう〜蔦重栄華乃夢噺〜（2025年） - 土山宗次郎 役[49]
- 夫を社会的に抹殺する5つの方法 Season2（2024年1月10日 - 3月27日、テレビ東京） - 日野透 役[50]
- ノンレムの窓 2024・春 第1話「有終の美」（2024年3月31日、日本テレビ）[51]
- ゴールデンカムイ -北海道刺青囚人争奪編- 第1話 - 第3話・第6話 - 最終話（2024年10月6日 - 20日・11月10日 - 12月1日、WOWOW） - 二階堂浩平 役[52][53]
- 風のふく島 第7話（2025年2月22日、テレビ東京） - 三橋修二 役[54]

### 配信ドラマ
- ピンク スパイダー inspired by バッファロー5人娘（2013年、UULA） - キース 役
- powered by BeeTVスペシャル 闇金ウシジマくん - 根杜 役
- 代償（2016年10月、hulu） - 田口優人 役
- 東京アリス（2017年8月-11月、Amazonプライム・ビデオ） - 香椎遊助 役
- ミス・シャーロック/Miss Sherlock 第1話 （2018年4月27日、Hulu） - 桐崎空也 役
- 星屑リベンジャーズ 第3話（2018年8月6日、AbemaTV[注釈 1]） - 吉家猛 役
- 今際の国のアリス （2020年12月10日、Netflix） - ラスボス 役[55]
- ギヴン（2021年7月17日 - 8月21日、FOD） - 中山春樹 役[56]
- WE ARE ONE. Scene 1「起業家ワタル篇」（2021年8月30日、Youtube） -  三崎 役 [57][58]
- 夫を社会的に抹殺する5つの方法 Season2 エピソード0 第1話・第2話・第5話・最終話（2024年2月7日 - 、TVer）- 日野透 役

### テレビアニメ
- ゾン100〜ゾンビになるまでにしたい100のこと〜 第7話（2023年9月3日、TBS）[59] - 避難民ゲスト3 役

### CM
- au「au PLAY SCREEN」篇（2013年）
- JR東日本 JR SKISKI「ぜんぶ雪のせいだ。」篇（2013年 - 2014年）
- TOYOTA 「TOYOTA Netz Vitz」（2015年）
- アプリ カップルズ「二人の思い出」篇（2015年）
- life card (2014年)
- アットホーム(2014年)
- アクエリアス「飲むコンディションメイク 乳酸菌ウォーター／1日分のマルチビタミン」篇（2022年）

### 雑誌
- MEN'S NON-NO 専属モデル（2009年 - 2021年）
- GQ JAPAN
- V magazine
- GINZA
- 装苑

### ファッションショー
- mercibeaucoup 2011 A/W
- FACETASM 2012 S/S
- FACETASM 2012 A/W
- FACETASM 2013 S/S
- FACETASM 2013 A/W
- FACETASM 2014 S/S
- FACETASM 2014 A/W
- FACETASM 2015 S/S
- FACETASM 2015 A/W
- FACETASM 2016 S/S
- FACETASM 2016 A/W
- FACETASM 2017 S/S
- FACETASM 2021 S/S
- LUIS VUITTON 2021 S/S

### ルックブック
- TOGA VIRILIS 2012 S/S

### その他
- honeyee.com Web Magazine FEATURE - TOKYO BAYSIDE STORY - (2011/11/14 UP)